# エヴェルトン・テイシェイラ
エヴェルトン・テイシェイラ（Ewerton Teixeira、男性、1982年2月13日 - ）は、ブラジル出身の空手家（極真カラテ参段）・キックボクサー・総合格闘家。コリンチャンスMMA所属。人並み外れたスタミナの持ち主であり、その存在感とパワーから「ウィリー・ウィリアムスの再来」とも言われた。

## 来歴

### 極真空手
9歳で極真会館ブラジル支部に入門。
1999年、サンパウロ州大会で優勝。2000年、ブラジル選抜大会重量級で優勝。
2001年6月10日、『2001全世界ウェイト制空手道選手権大会』重量級に出場。
2001年9月22日、『アメリカズカップ2001』の決勝で田中健太郎を降し、優勝。
2002年3月23日、『極真パリ国際大会2002』の決勝でセルゲイ・オシポフの上段回し蹴りで敗れ、準優勝。
2002年6月29日、『オールアメリカンオープン2002』（アメリカズカップより改称）の決勝でレチ・クルバノフを降し、2連覇。
2003年2月22日、『一撃』のカラテマッチで加藤達哉と対戦し、判定勝ち。
2003年6月21日、『オールアメリカンオープン2003』の決勝でセルゲイ・オシポフを降し、3連覇。
2003年11月1日 - 3日、『第8回全世界空手道選手権大会』の準決勝で木山仁に敗退、3位決定戦でグラウベ・フェイトーザを降し、3位入賞。
2004年5月30日、『一撃』のカラテマッチでピーター・マエストロビッチと対戦し、判定勝ち。
2004年6月19日、『オールアメリカンオープン2004』の決勝でエドゥアルド・タナカを降し、4連覇。
2005年5月1日、『第3回全世界ウェイト制空手道選手権大会』重量級の準決勝でアレキサンダー・ピチュクノフを降し、決勝ではレチ・クルバノフを再延長判定で降し、優勝。
2006年9月23日、『オールアメリカンオープン2006』の決勝でアンドリュース・ナカハラと対戦。反則で減点を受けるなどして判定負け、準優勝となった。
2007年6月23日、『オールアメリカンオープン2007』の決勝では昨年と同じ顔合わせとなったアンドリュース・ナカハラに判定勝ち、優勝。
2007年11月16日 - 18日、『第9回全世界空手道選手権大会』の決勝でヤン・ソウクップに一本勝ち、優勝。外国人選手としては2人目の世界選手権王者となった。
2011年11月4日 - 11月6日、『第10回全世界空手道選手権大会』の決勝でタリエル・ニコラシビリに判定負けし、準優勝。
2023年2月9日、2月8日付で極真会館から除名処分となる。

### キックボクシング
2008年4月13日、K-1初参戦となった『K-1 WORLD GP 2008 IN YOKOHAMA』で藤本祐介と対戦。延長2Rに3度のダウンを奪いKO勝ち。
2008年6月29日、K-1 WORLD GP 2008 IN FUKUOKAで行われたK-1 JAPAN GPに出場。1回戦で高萩ツトムにKO勝ち、準決勝で中迫強に判定勝ち、決勝で前田慶次郎（現・藤本京太郎）に判定勝ちし、優勝を果たした。
2008年9月27日、K-1 WORLD GP 2008 IN SEOUL FINAL16で武蔵と対戦し、判定勝ち。
2008年12月6日、K-1 WORLD GP 2008 FINALの準々決勝でエロール・ジマーマンと対戦。優勢に戦っていたが、3Rにダウンを奪われ判定負け。プロキャリア初黒星となった。
2009年3月28日、K-1 WORLD GP 2009 IN YOKOHAMAのスーパーファイトにてジェロム・レ・バンナと対戦。再延長まで縺れ込む接戦の末に2-1の僅差判定勝ちとなったが、場内の観客からはブーイングが起きた。
2009年9月26日、K-1 WORLD GP 2009 IN SEOUL FINAL16でシング・心・ジャディブと対戦。
3Rに渡って膝蹴りを幾度と無く受け、手数でも負けていたが不可解な判定で延長へ。延長Rでも膝蹴りを受けぐらつくがまたも不可解な判定で再延長まで縺れ込み判定勝ち。
2009年12月5日、K-1 WORLD GP 2009 FINALの準々決勝でアリスター・オーフレイムと対戦し、1R左膝蹴りで失神KO負け。大会後、谷川貞治イベントプロデューサーはオーフレイムが掴んでから膝蹴りを2回繰り出しKOした事について「テイシェイラ選手の負けは反則ギリギリだと思います。掴んだまま二回の攻撃はダメなんで、微妙です。リベンジの機会を作りたい。」とコメントした。
2010年10月2日、K-1 WORLD GP 2010 IN SEOUL FINAL16にてピーター・アーツと戦い、延長まで縺れ込むも判定負け。

### 総合格闘技
2012年より総合格闘技に転向。当時のUFC世界ヘビー級王者ジュニオール・ドス・サントスのスパーリングパートナーとなってトレーニングを開始。
2012年8月4日、CPMMAFにて総合格闘技デビュー。ラウール・バザネスを相手に3Rに膝蹴りを浴びせデビュー戦をKO勝利で飾った。
2013年1月19日、Imperium MMAにてエジナウド・ノヴァエスと対戦し、3-0で判定勝利。
2013年8月8日、OX MMAにてボブ・サップと対戦する予定である。

## 戦績

### 総合格闘技
| 総合格闘技 戦績 | 総合格闘技 戦績 | 総合格闘技 戦績 | 総合格闘技 戦績 | 総合格闘技 戦績 | 総合格闘技 戦績 | 総合格闘技 戦績 |
| --------------- | --------------- | --------------- | --------------- | --------------- | --------------- | --------------- |
| 4 試合          | (T)KO           | 一本            | 判定            | その他          | 引き分け        | 無効試合        |
| 3 勝            | 1               | 0               | 2               | 0               | 0               | 0               |
| 1 敗            | 0               | 1               | 0               | 0               | 0               | 0               |

| 勝敗 | 対戦相手               | 試合結果             | 大会名                         | 開催年月日    |
| ×    | ヴィニシウス・ケイロス | 2R 4:00 肩固め       | Bellator 143: Warren vs. Davis | 2015年9月25日 |
| ○    | エドゥアルド・ボルヘス | 5分3R終了 判定3-0    | Imperium MMA Pro 3             | 2013年4月27日 |
| ○    | エジナウド・ノヴァエス | 5分3R終了 判定3-0    | Imperium MMA Pro 1             | 2013年1月19日 |
| ○    | ラウール・バザネス     | 3R 0:50 KO（膝蹴り） | CPMMAF Champion Fights         | 2012年8月4日  |

### キックボクシング
| キックボクシング 戦績 | キックボクシング 戦績 | キックボクシング 戦績 | キックボクシング 戦績 | キックボクシング 戦績 | キックボクシング 戦績 | キックボクシング 戦績 |
| --------------------- | --------------------- | --------------------- | --------------------- | --------------------- | --------------------- | --------------------- |
| 13 試合               | (T)KO                 | 判定                  | その他                | 引き分け              | 無効試合              |                       |
| 9 勝                  | 3                     | 6                     | 0                     | 0                     | 0                     |                       |
| 4 敗                  | 1                     | 3                     | 0                     | 0                     | 0                     |                       |

| 勝敗 | 対戦相手                 | 試合結果                                      | 大会名                                                    | 開催年月日     |
| ×    | ヘスディ・ゲルゲス       | 3R終了 判定0-3                                | GLORY 13 TOKYO                                            | 2013年12月21日 |
| ○    | エロール・ジマーマン     | 3R終了 判定3-0                                | K-1 WORLD GP 2010 FINAL 【リザーブファイト】              | 2010年12月11日 |
| ×    | ピーター・アーツ         | 3R+延長1R終了 判定0-3                         | K-1 WORLD GP 2010 IN SEOUL FINAL16 【1回戦】              | 2010年10月2日  |
| ○    | アレックス・ロバーツ     | 1R 2:00 KO（右フック）                        | K-1 OCEANIA GP 2010 Australia Canberra                    | 2010年7月10日  |
| ×    | アリスター・オーフレイム | 1R 1:06 KO（左膝蹴り）                        | K-1 WORLD GP 2009 FINAL 【準々決勝】                      | 2009年12月5日  |
| ○    | シング・心・ジャディブ   | 延長2R終了 判定3-0                            | K-1 WORLD GP 2009 IN SEOUL FINAL16 【1回戦】              | 2009年9月26日  |
| ○    | ジェロム・レ・バンナ     | 延長2R終了 判定2-1                            | K-1 WORLD GP 2009 IN YOKOHAMA 【スーパーファイト】        | 2009年3月28日  |
| ×    | エロール・ジマーマン     | 3R終了 判定0-2                                | K-1 WORLD GP 2008 FINAL 【準々決勝】                      | 2008年12月6日  |
| ○    | 武蔵                     | 3R終了 判定3-0                                | K-1 WORLD GP 2008 IN SEOUL FINAL16 【1回戦】              | 2008年9月27日  |
| ○    | 前田慶次郎               | 3R終了 判定3-0                                | K-1 WORLD GP 2008 IN FUKUOKA 【K-1 JAPAN GP 2008 決勝】   | 2008年6月29日  |
| ○    | 中迫強                   | 3R終了 判定3-0                                | K-1 WORLD GP 2008 IN FUKUOKA 【K-1 JAPAN GP 2008 準決勝】 | 2008年6月29日  |
| ○    | 高萩ツトム               | 1R 2:18 KO（2ノックダウン：右膝蹴り）         | K-1 WORLD GP 2008 IN FUKUOKA 【K-1 JAPAN GP 2008 1回戦】  | 2008年6月29日  |
| ○    | 藤本祐介                 | 延長2R 2:01 KO（3ノックダウン：右ストレート） | K-1 WORLD GP 2008 IN YOKOHAMA                             | 2008年4月13日  |

### 空手
| 勝敗 | 対戦相手                   | 試合結果       | 大会名                              | 開催年月日    |
| ○    | ピーター・マエストロビッチ | 3R終了 判定3-0 | 一撃 5.30 ICHIGEKI 【カラテマッチ】 | 2004年5月30日 |
| ○    | 加藤達哉                   | 3R終了 判定3-0 | 一撃 2.22 ICHIGEKI 【カラテマッチ】 | 2003年2月22日 |

## 獲得タイトル
- 第3回全世界ウェイト制空手道選手権大会 重量級 優勝
- 第8回オープントーナメント 全世界空手道選手権大会 第3位
- 第9回オープントーナメント 全世界空手道選手権大会 優勝
- 第10回オープントーナメント 全世界空手道選手権大会 準優勝
- K-1 JAPAN GP 2008 (K-1 WORLD GP 2008 in FUKUOKA) 優勝